# Myrmecacis lipothrix
Myrmecacis lipothrix là một loài tò vò trong họ Ichneumonidae.